# Li Dazhao
Li Dazhao 李大釗 ou Li Ta-chao (29 de outubro de 1888 - 28 de abril de 1927) foi um intelectual chinês que co-fundou o Partido Comunista da China com Chen Duxiu em 1921.

## Juventude
Li nasceu em Leting (região de Tangshan), província de Hebei em uma família camponesa. De 1913 a 1917 Li estudou economia política na Universidade de Waseda no Japão antes de retornar a China em 1918.

## Introdução do Marxismo na China
Durante sua etapa como bibliotecário em Pequim, Li foi um dos primeiros intelectuais chineses que se interessaram pelos acontecimentos que se desenvolviam na Rússia, onde os bolcheviques haviam proclamado a União das Repúblicas Socialistas Soviéticas. Li Dazhao viu no novo estado soviético um modelo exemplar do que devia ser uma sociedade justa. Frente a quem desejava que a China emulasse o progresso econômico das potências ocidentais e do Japão, Li Dazhao viu na União Soviética e em sua ideologia marxista o modelo político adequado para a China. Na Universidade de Pequim, Li fundou um grupo de estudo de marxismo junto a vários alunos e professores da universidade.
As atividades políticas de Li Dazhao chamaram a atenção de Chen Duxiu, então decano da Universidade de Pequim. Chen era um dos mais destacados intelectuais da época, editor da revista reformista Nova Juventude, na qual se publicaram artigos e obras literárias que exerceriam uma profunda influência sobre o pensamento chinês do século XX.
Chen Duxiu convidou Li Dazhao a editar um número especial monográfico da Nova Juventude sobre o marxismo, que se publicou no outono de 1919. A publicação deste número da revista dedicado ao marxismo, em um momento no qual o movimento da reforma política e cultural conhecido como Movimento Quatro de Maio estava em plena eclosão, atraiu muitos leitores da influente revista, incluindo o próprio Chen, para o marxismo.
Assim, Li Dazhao é considerado o introdutor do marxismo na China. Em colaboração com Chen Duxiu começou a atrair jovens interessados no marxismo, até que o movimento despertou a atenção da União Soviética, que através da organização internacional Komintern tentava propagar o comunismo pelo mundo.
Dos agentes da Komintern, o russo Grígori Voitinski e o chinês educado na Sibéria Yang Mingzhai, foram enviados a China por Lenin para contatar com ativistas marxistas. Ao chegar a Pequim em 1920, se encontraram com Li Dazhao, quem os recomendou para falarem também com Chen Duxiu, então em Xangai.

## Fundação do Partido Comunista de China
Um ano depois, em julho de 1921, se fundava o Partido Comunista da China em Shanghai. Curiosamente, nem Li Dazhao nem Chen Duxiu puderam assistir a reunião fundacional. Chen Duxiu foi nomeado secretário geral do partido in absentia.
Naqueles momentos iniciais, a Komintern encorajou a colaboração entre o Partido Comunista da China e o Partido Nacionalista Kuomintang (KMT) de Sun Yat-sen. No marco dessa colaboração, Li Dazhao ingressou no Comité Executivo Central da KMT em 1924.

## Perseguição e morte
Em 1927 se produziu a ruptura entre os comunistas e o KMT que, atrás da morte de Sun Yat-sen, havia passado a estar dominado pelo jovem militar Chiang Kai-shek. Enquanto isso Chiang perseguia os comunistas nas zonas de baixo controle da Kuomintang, o senhor da guerra Zhang Zuolin, que controlava o nordeste do país, incluindo Pequim, lançou também uma campanha anti-comunista que levou a Li Dazhao a refugiar-se na Embaixada Soviética. Em uma batida da policia de Zhang na embaixada, Li Dazhao e outros comunistas refugiados ali foram presos.
Em 28 de abril de 1927, por ordem de Zhang Zuolin, Li Dazhao morreu enforcado junto a outros 19 comunistas chineses.